# Río Epuyén
El Epuyén es un río que se encuentra en la provincia del Chubut en la Patagonia, República Argentina. Pertenece a la cuenca del río Puelo, que desagua a través del territorio chileno en el océano Pacífico. Epuyén en idioma mapuche significa "dos que van".

## Recorrido
Recibe los desagües del lago Epuyén. Recorre en dirección norte, bordeando el cerro Pirque (de 1793 m s. n. m.) y luego a la altura del Hoyo de Epuyén, se desvía en dirección sudoeste hacia el lago Puelo. En parte de su recorrido, corre junto a la Ruta Nacional 40 y recibe el aporte de varios arroyos, producto del deshielo.